# Кампос, Хорхе
Хо́рхе Ка́мпос Наварре́те (исп. Jorge Campos Navarrete; 15 октября 1966, Акапулько) — мексиканский футбольный вратарь, один из самых выдающихся футболистов Мексики. Провёл 130 официальных матчей и участвовал в трёх чемпионатах мира по футболу (1994, 1998, 2002) в составе национальной сборной Мексики. Кампос отличался необычной манерой игры — он постоянно играл за пределами штрафной площади, совершал акробатические прыжки и доставал сложные мячи при небольшом для вратаря росте 168 см.

## Биография
Также на клубном уровне Кампос нередко играл в нападении, иногда начиная матч в воротах, а затем перемещаясь в атаку. За карьеру он забил 38 голов. Кампос в большинстве матчей выступал в яркой форме собственного дизайна. Несколько раз его приглашали занять место в воротах различных сборных мировых звёзд. Пять раз становился лучшим вратарём Мексики. Один из самых низкорослых вратарей за всю историю чемпионатов мира.
В 2006 году был помощником главного тренера Рикардо Лавольпе в сборной Мексики на чемпионате мира. В настоящий момент владеет бизнесом по фастфуду, а также работает спортивным журналистом на TV Azteca.

## Достижения

### Командные
- Чемпион Мексики (2): 1990/91, 1996/97
- Чемпион MLS: 1998
- Обладатель Кубка США: 1998
- Победитель Кубка чемпионов КОНКАКАФ: 1989
- Финалист Кубка Америки: 1993
- Бронзовый призёр Кубка Америки: 1999
- Победитель Кубка конфедераций: 1999
- Бронзовый призёр Кубка короля Фахда: 1995
- Победитель Панамериканских игр: 1999
- Обладатель Золотого кубка КОНКАКАФ (2): 1993, 1996

### Личные
- Лучший вратарь чемпионата Мексики (5): 1990/91, 1991/92, 1992/93, 1993/94, 1994/95
- Третий вратарь мира по версии МФФИИС: 1993